# Волавје
Волавје је насељено место у Републици Хрватској у Загребачкој жупанији. Административно је у саставу Јастребарског, а простире се на површини 6,27 km²

## Становништво
На попису становништва 2011. године, Волавје је имало 398 становника.
Према попису становништва из 2001. године у Волавје живело је 445 становника који живе у 120 породичних домаћинстава. Густина насељености је 70,97 становника на km²
Кретање броја становника по пописима 1857—2001.
| година пописа  | 1857. | 1869. | 1880. | 1890. | 1900. | 1910. | 1921. | 1931. | 1948. | 1953. | 1961. | 1971. | 1981. | 1991. | 2001. |
| бр. становника | 397   | 403   | 421   | 497   | 472   | 460   | 442   | 456   | 474   | 484   | 491   | 483   | 456   | 499   | 445   |

## Попис1991.
На попису становништва 1991. године, насељено место Волавје је имало 499 становника, следећег националног састава:
| Попис 1991.‍ | Попис 1991.‍ | Попис 1991.‍ | Попис 1991.‍ | Попис 1991.‍ |
| ----------- | ----------- | ----------- | ----------- | ----------- |
|             |             |             |             |             |
| Хрвати      | Хрвати      |             | 494         | 98,99%      |
| Словенци    | Словенци    |             | 1           | 0,20%       |
| остали      | остали      |             | 2           | 0,40%       |
| непознато   | непознато   |             | 2           | 0,40%       |
| укупно: 499 |             |             |             |             |